# Sardyki
Sardyki – dawny folwark. Tereny, na których leżał, znajdują się obecnie na Białorusi, w obwodzie witebskim,  w rejonie miorskim, w sielsowiecie Uźmiony.

## Historia
W czasach zaborów zaścianek w gminie Leonpol, w powiecie dzisieńskim, w guberni wileńskiej Imperium Rosyjskiego. Pod koniec XIX wieku należał do dóbr Leonpol, własność Łopacińskich.
W latach 1921–1945 folwark leżał w Polsce, w województwie wileńskim, w powiecie dziśnieńskim (od 1926 w powiecie brasławskim), w gminie Leonpol.
Powszechny Spisu Ludności z 1921 roku nie podał danych dotyczących miejscowości. W 1931 w 2 domach zamieszkiwało 26 osób.
Wierni należeli do parafii rzymskokatolickiej i prawosławnej w Leonpolu. Miejscowość podlegała pod Sąd Grodzki w Drui i Okręgowy w Wilnie; właściwy urząd pocztowy mieścił się w Leonpolu.